# 위제크

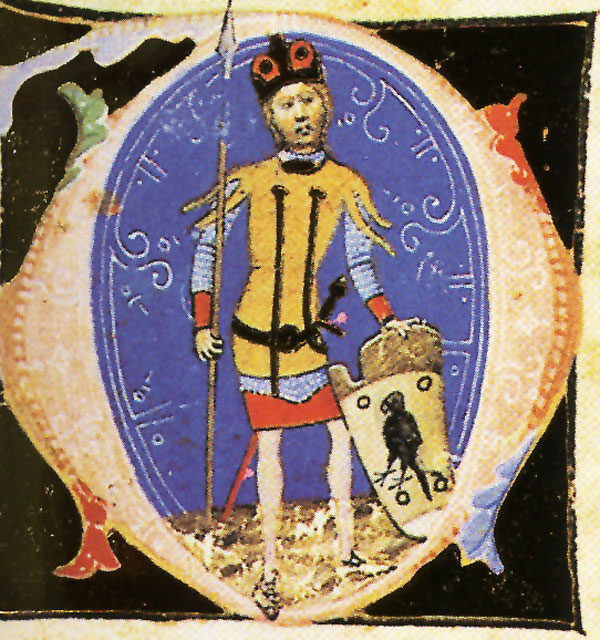
『삽화연대기』의 위제크.

위제크(헝가리어: Ügyek: 8세기 하반기-9세기 상반기)는 머저르인의 군장이었다.
아노니무스 노타리우스의 『헝가리인의 사적』에서는 위제크가 초대 헝가리 대공 알모시의 아버지이며 아르파드의 할아버지라고 한다. 한편 케자이 시몬의 『훈인과 헝가리인의 사적』에서는 알모시는 엘뢰드의 아들이고 엘뢰드가 위제크의 아들, 즉 위제크는 알모시의 할아버지라고 한다. 어느 쪽이건 그는 아르파드조의 시조가 된다.
아노니무스에 따르면 위제크는 마곡의 후손이며, 819년 "외네두벨리안 공작"의 딸 에메세와 결혼했다. 820년경 에메세는 투룰(헝가리 전설의 신령스러운 맹금)을 태몽으로 꾸고 알모시를 낳았다.
케자이 시몬은 아르파드의 6대조 할아버지가 아틸라라고 주장했는데, 이에 따르면 위제크는 아틸라의 증손자가 된다.
크리스토 줄러는 헝가리어의 "위지(ügy)"가 "성스러운, 성자"라는 뜻이기 때문에 "위제크"라는 이름은 연대기작자들의 창작일 가능성이 있다는 설을 제기했다.